# Septoria acerella
Septoria acerella là một loài Ascomycetes trong họ Mycosphaerellaceae. Loài này được Sacc miêu tả khoa học đầu tiên năm 1884.
Đây là loài gây hại phát triển phổ biến ở Uzbekistan.